# Wartenberg (Bawaria)

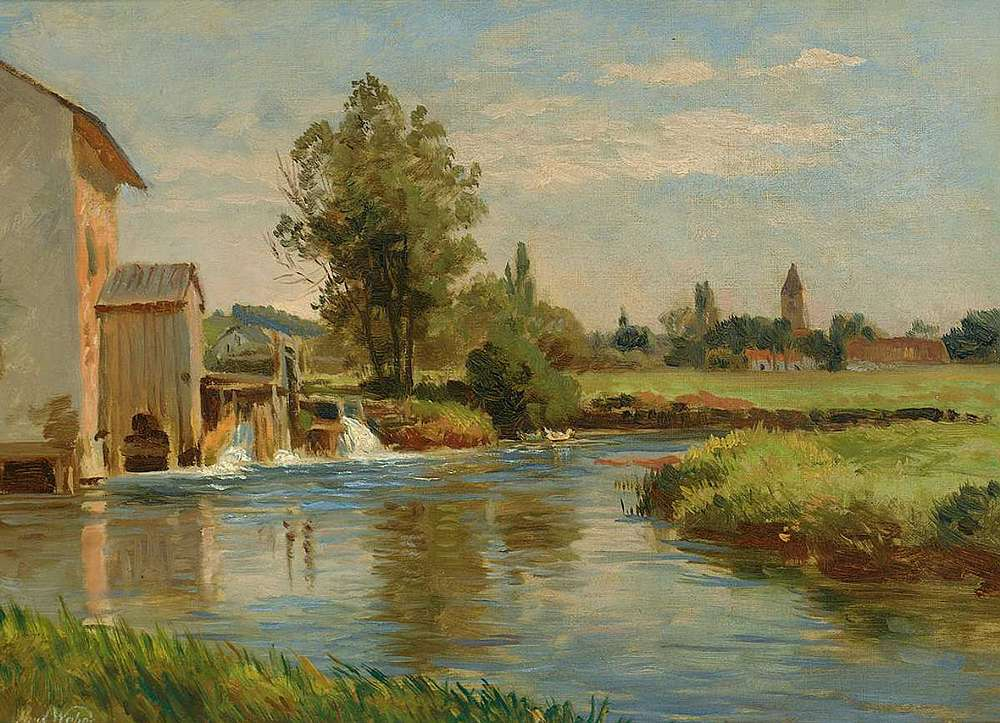
Paul Weber: Młyn w Wartenbergu

Wartenberg – gmina targowa w Niemczech, w kraju związkowym Bawaria, w rejencji Górna Bawaria, w regionie Monachium, w powiecie Erding, siedziba wspólnoty administracyjnej Wartenberg. Leży około 12 km na północny wschód od Erdinga, nad Kanałem Środkowej Izery.

## Demografia
Dane o ludności z 31 grudnia 2008:
| Opis                                | Ogółem | Ogółem | Kobiety | Kobiety | Mężczyźni | Mężczyźni |
| ----------------------------------- | ------ | ------ | ------- | ------- | --------- | --------- |
| Jednostka                           | osób   | %      | osób    | %       | osób      | %         |
| Populacja                           | 4706   | 100    | 2343    | 49,79   | 2363      | 50,21     |
| Wiek przedprodukcyjny (0–17 lat)    | 898    | 19,08  | 425     | 9,03    | 473       | 10,05     |
| Wiek produkcyjny (18–65 lat)        | 3104   | 65,96  | 1502    | 31,92   | 1602      | 34,04     |
| Wiek poprodukcyjny (powyżej 65 lat) | 704    | 14,96  | 416     | 8,84    | 288       | 6,12      |

## Polityka
Wójtem gminy jest Manfred Ranft, poprzednio urząd ten obejmował Walter Rost, rada gminy składa się z 16 osób.
|      | CSU | SPD | FWG | FDP | Razem |
| 2008 | 6   | 3   | 5   | 2   | 16    |
| 2002 | 7   | 4   | 3   | 2   | 16    |